# Solar Dynamics Observatory
Solar Dynamics Observatory (SDO) er en NASA-mission, der går ud på at observere Solen over en periode på fem år. Sonden blev opsendt 11. februar 2010 og er en del af Living With a Star-programmet (LWS). Målet med LWS-programmet er at udvikle den videnskabelige forståelse for at imødekomme de aspekter af systemet med Solen og Jorden, der direkte påvirker livet og samfundet. SDO's mål er at forstå Solens påvirkning af Jorden og rummet umiddelbart herover ved at studere solens atmosfære i lille skala med tid og rum i mange bølgelængder samtidig. SDO vil undersøge, hvordan Solens magnetfelt genereres og er struktureret, hvordan den ophobede magnetiske energi konverteres og frigøres i heliosfæren og i det ydre rum i form af solvind, energetiske partikler og variationer i sollyset.